# Una Chi
Una Chi, nom de plume de Bruna Bianchi, née le 5 juin 1942 à Milan et morte le 19 janvier 2021 à Cisternino, est une écrivaine et traductrice italienne.
Avec une œuvre à forte identité érotique, elle se distingue, entre autres caractéristiques, par sa prose savante et froidement analytique ainsi que pour la cruauté de ses histoires.

## Biographie
Née à Milan en 1942, Bruna Bianchi enseigne la littérature allemande à l'université d'État de Milan ; elle est aussi une traductrice de Goethe et de Thomas Mann. Au début des années 1990, elle attire l'attention des critiques littéraires et du public avec la publication de certains romans imprégnés d'une forte charge érotique, qu'elle signe du pseudonyme Una Chi (probablement pour préserver encore plus son anonymat, parce que ce nom de plume signifie Une Qui).
Sous son vrai nom Bruna Bianchi, elle traduit en italien plusieurs chefs-d'œuvre de la littérature allemande, notamment Le Journal d'un escargot (Aus dem Tagebuch einer Schnecke) de Günter Grass, traduit sous le titre Dal diario di una lumaca (Einaudi, Turin, 1974), Strada sdrucciolevole de Max von der Grün (de) (Einaudi, 1977), Bluebeard de Max Fritsch (de) (Einaudi, 1984) et L'Unicorno de Martin Walser (Feltrinelli, 1969).

## Œuvres
- 1994 : La Guerre du lit (E duro campo di battaglia il letto), collection Ars amandi, ES, 1994  (ISBN 88-86534-56-6) ;
- 1995 : Il sesso degli angeli, collection Biblioteca dell'eros, ES, 1995  (ISBN 88-86534-09-4) ;
- 1997 : Ti vedo meglio al buio, collection Biblioteca dell'eros, ES, 1998  (ISBN 88-86534-53-1) ;
- 2000 : L'ultimo desiderio, collection Biblioteca dell'eros, ES, 2000  (ISBN 88-87939-00-4)[4].